# Anjuta (Tschechow)

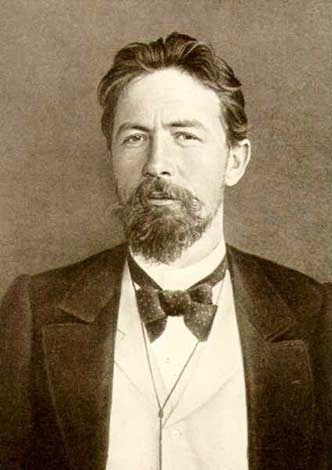
Anton Tschechow

Anjuta (russisch Анюта) ist eine Erzählung des russischen Schriftstellers Anton Tschechow, die am 22. Februar 1886 im Heft 8 des Sankt Petersburger Witzblattes Oskolki abgedruckt wurde.

## Inhalt
Seit knapp sieben Jahren schon lebt die 25-jährige blasse Anjuta in schäbigen Pensionen mit einem Studenten nach dem anderen zusammen. Stepan Klotschkow, Medizinstudent im dritten Studienjahr, ist der sechste. Die fünf vor Klotschkow sind nach ihrem Studienabschluss bereits einer wie der andere gemachte Männer geworden.
Mitten im russischen Winter: Klotschkows zwölf Rubel, die er monatlich vom Vater bekommt, sind schon wieder verbraucht. Geld für Tabak und Tee muss her. Sobald die Stickerei fertig ist, stehen 25 Kopeken in Aussicht. Anjuta stickt und stickt. Die Bienenfleißige vergisst dabei das Aufräumen des unzureichend beheizten möblierten Zimmers. Klotschkow hält Anjuta von der Arbeit ab; benutzt die magere junge Frau, die den Oberkörper freimachen muss, als lebendes anatomisches Studienobjekt für seine Büffelei. Das Knochengerüst des menschlichen Brustkorbes wird Gegenstand des nächsten Examens sein. Anjutas Zeit für den Abschluss der dringlichen Handarbeit wird knapp. Zudem friert die Entkleidete. Der Künstler Fetissow, ein guter Bekannter Klotschows, kommt und spannt dem büffelnden Mediziner die Freundin aus. Anjuta muss im Atelier des Künstlers als Psyche Modell stehen, weil Fetissow sich sonst keine Psyche vorstellen kann.
Klotschkow, alleingelassen, schämt sich, weil der Ästhet Fetissow ihm schlampige Lebensweise vorgeworfen hat. Angewidert wendet der angehende Mediziner den Blick von seiner unordentlichen Behausung ab und schaut in die Zukunft: Verheiratet mit einer anständigen Frau lebt er ein anständiges Leben. Daraus folgt, Anjuta – die nicht einmal die Stube in Ordnung halten kann – sollte schnurstracks hinausgeworfen werden. Als die zurückgekehrte Anjuta gehen muss und beim Packen ihrer Utensilien weint, hat Klotschkow ein Herz. Das Mädchen darf bleiben. Was aber Anjuta, die sich beruhigt, nicht weiß: In spätestens einer Woche wird sie von Klotschkow vor die Tür gesetzt werden.

## Rezeption
- Anjuta ist weder Klotschows Geliebte noch lebt sie auf seine Kosten. Der Mediziner in spe benutzt das Mädchen vielmehr als Objekt oder als Ding: Klotschkow studiert mit Anjutas Körper Anatomie. Anjuta will ihr Leben nicht ändern.[2]
- 2002 Charkow: W. N. Kaljuschny (russ. В. Н. Калюжный) analysiert die Erzählung genauer.[3]

## Deutschsprachige Ausgaben
- Anton Tschechow: Anjuta. [12] Novellen. Übersetzung aus dem Russischen von Richard Hoffmann[4]. Paul Zsolnay Verlag, Wien 1928
- Anton Tschechow: Anjuta und andere Erzählungen. Ins Deutsche übertragen von Fega Frisch[5]. Bühl-Verlag, Herrliberg-Zürich 1947

### Verwendete Ausgabe
- Anjuta, S. 48–53 in Gerhard Dick (Hrsg.) und Wolf Düwel (Hrsg.): Anton Tschechow: Das schwedische Zündholz. Kurzgeschichten und frühe Erzählungen. Deutsch von Wolf Düwel. 668 Seiten. Rütten & Loening, Berlin 1965 (1. Aufl.)